# Museo Lázaro Galdiano
Il Museo Lázaro Galdiano, di Madrid, ospita la collezione omonima, in origine privata, costituita con un interesse universale verso tutte le arti e le tecniche. La raccolta venne formata da José Lázaro Galdiano, il quale, alla sua morte, nel 1947, la donò alla Spagna.

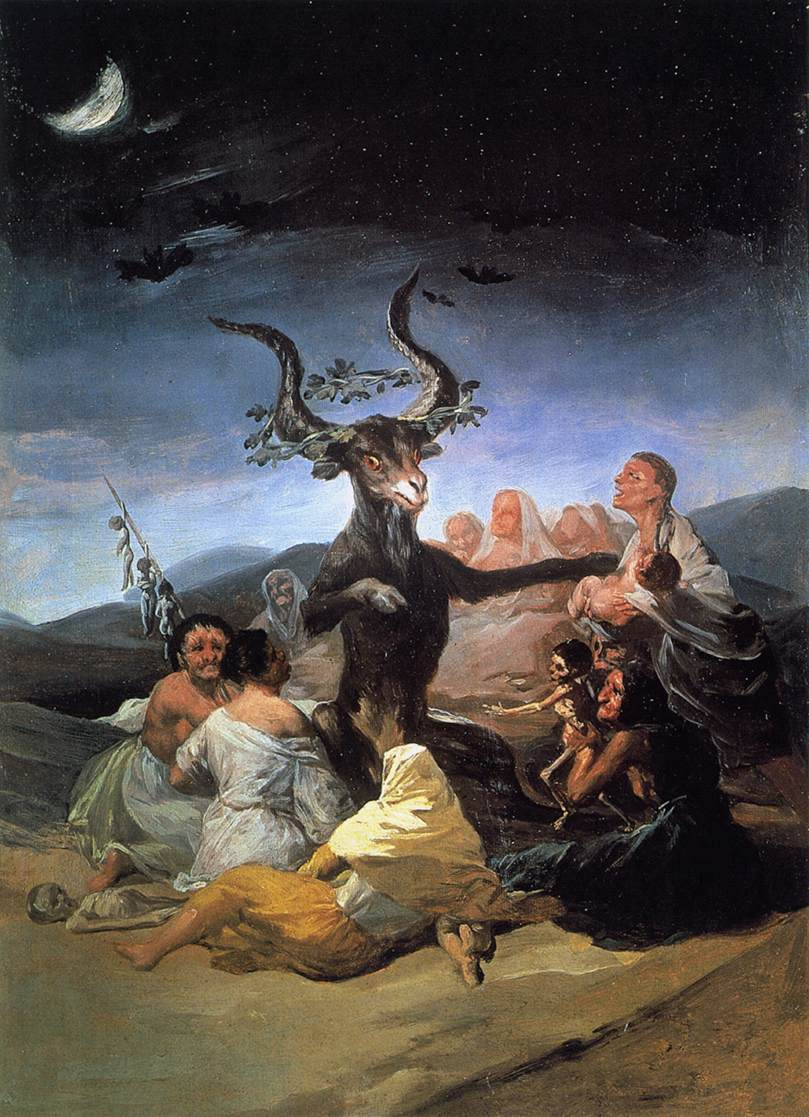
Il Sabba (Goya)

La collezione venne esposta al pubblico il 21 gennaio 1951.
Nel museo spicca la collezione di dipinti, che vanta opere di grandi maestri. Tra le opere, un Cristo fanciullo, già attribuito a Leonardo da Vinci, e solo adesso assegnato a uno Pseudo Boltraffio o anche ad Ambrogio de Predis, entrambi di ambito leonardesco.
Il museo è un centro di riferimento per la sua preziosa collezione di famosi dipinti di Francisco Goya, delle varie fasi dell'artista (La Pietà, Il Sabba, Contadini in estate), disegni e incisioni.
Altri dipinti importanti sono: San Giovanni di Hieronymus Bosch, un ritratto di Sanchéz Coello, due importanti opere di El Greco, una Testa di donna, attribuita al Velázquez e la Santa Rosa da Lima di Murillo.
Altri maestri: Lucas Cranach il Vecchio, Giulio Clovio (una miniatura su pergamena), Giambologna (due statuette), Orazio Samacchini, Bernardo Cavallino, Michelangelo Naccherino (Cristo alla colonna, statua di marmo), Lorenzo Tiepolo, Nicolaes Maes, David Teniers il Giovane, Erasmus Quellinus il Giovane, John Constable, Marcello Coffermans...